# Spoorlijn Rjukan - Mæl
De spoorlijn Rjukan - Mæl ook wel Rjukanbanen of Vestfjorddalsbanen genoemd is een Noorse spoorlijn tussen de plaats Rjukan gelegen in de provincie Telemark en Mæl eveneens in Telemark. De lijn vormde samen met de spoorpont van Mæl naar Tinnoset en de lijn van Tinnoset naar Hjuksebø en verder naar Skien een belangrijke transportverbinding voor het complex van Norsk Hydro in Rjukan. 

## Geschiedenis
Het traject Rjukan - Mæl werd door Norges Statsbaner (NSB) met een spoorwijdte van 1435 mm op 4 december 1909 geopend. Nadat Norsk Hydro te Rjukan de productie in 1991 naar andere locaties verplaatste, was er geen behoefte meer aan goederenvervoer. Hierna werden plannen ontwikkeld om een museumspoorlijn van dit traject te ontwikkelen. Vanaf 2016 rijdt er zomers een toeristentrein in samenhang met de Industriële erfgoedsite Rjukan-Notodden.
Het traject sloot aan op de volgende lijnen:
- Tinnosbanen

## Aansluitingen
In de volgende plaatsen was of is er een aansluiting van de volgende spoorwegmaatschappijen:

### Mæl
- veerboot tussen Mæl en Tinnoset

### Tinnoset
- Tinnosbanen, spoorlijn tussen Tinnoset en Hjuksebø

## Elektrische tractie
Het traject werd op 11 juli 1911 geëlektrificeerd met een spanning van 15.000 volt 16 2/3 Hz wisselstroom.